# Ijebu-Ode
Ijebu-Ode ist eine Großstadt im Bundesstaat Ogun in Nigeria mit 209.191 Einwohnern (Stand 1. Januar 2005).
Die Stadt ist Verkehrsknotenpunkt und regionales Handelszentrum. Bekannt ist Ijebu-Ode für Sungbos Eredo, einen 150 km langen Erdwall mit bis zu 15 m tiefen Gräben, ähnlich den Mauern von Benin.

## Geschichte
Ijebu-Ode ist eine alte Stadt; sie war bereits im 16. Jahrhundert Hauptstadt des Königreichs der Ijebu, einem Volksstamm der Yoruba. Im Dezember 1941 startete Muhammad Jumat Imam (1896–1960) in Ijebu-Ode seine millenaristische Mahdiyya-Bewegung. Jumat Imam, der selbst aus einer muslimischen Familie kam, erklärte sich zum Mahdi und rief zur Einheit zwischen Muslimen und Christen auf.

## Persönlichkeiten
- Adebayo Adedeji (1930–2018), Politiker
- Joseph Adetunji Adefarasin (1920–1989), Jurist